# Watari Kakei
Watari Kakei (掛井亘, Kakei Watari) (1947-) est un astronome japonais.
D'après le Centre des planètes mineures, il a co-découvert trois astéroïdes.
| Astéroïdes découverts : 3                   | Astéroïdes découverts : 3 | Astéroïdes découverts : 3 |
| ------------------------------------------- | ------------------------- | ------------------------- |
| (4094) Aoshima[1]                           | 26 août 1987              |                           |
| (5513) Yukio[1],[2]                         | 27 novembre 1988          |                           |
| (7574) 1989 WO1[1],[2]                      | 20 novembre 1989          |                           |
| 1. avec Minoru Kizawa 2. avec Takeshi Urata |                           |                           |